# Hydroptila botosaneanui
Hydroptila botosaneanui är en nattsländeart som beskrevs av Kumanski 1990. Hydroptila botosaneanui ingår i släktet Hydroptila och familjen smånattsländor. Inga underarter finns listade i Catalogue of Life.